# Station Interlaken West
Station Interlaken West is een station in de Zwitserse plaats Interlaken. Het andere, grotere station is Interlaken Ost.

## Geschiedenis
Het station werd op 12 augustus 1872 geopend als station Interlaken aan de toenmalige Bödelibahn. Bijna twee jaar later werd de spoorlijn via Interlaken Zollhaus (tegenwoordig Interlaken Ost) doorgetrokken naar Bönigen. De belangrijkste reden voor de aanleg van de spoorlijn was het overbruggen van de afstand tussen het Meer van Thun en het Meer van Brienz.

## Ligging

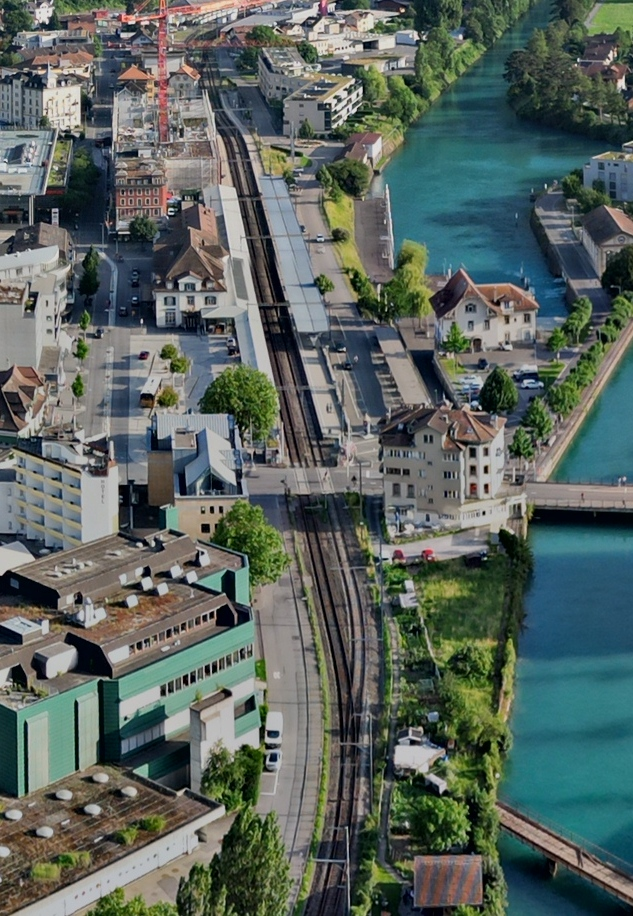
Zicht over het station

Het station ligt aan de Brünigbahn, de Thunerseebahn en de Berner Oberland-Bahn. Voor alle drie is het station het begin- en/of eindpunt.
Aan het station aan de zuidelijke oever van de Aare ligt een aanlegkade van waar BLS Schifffahrt met vijf schepen een lijndienst over de Brienzersee exploiteert.

## Diensten
Het station wordt aangedaan door veel verschillende treindiensten. Alle treinen in oostelijke en zuidelijke richting eindigen op Interlaken Ost.
- InterCityExpress-treinen naar het Berlin Ostbahnhof
- SBB Intercitytreinen naar Basel SBB
- BLS regiotreinen naar Spiez

## Treinverbindingen
| Serie  | Treinsoort                        | Route | Bijzonderheden |
| ------ | --------------------------------- | --- | -------------- |
| ICE 12 | InterCityExpress (DB Fernverkehr) | Berlin Ostbahnhof – Berlin Hbf – Berlin-Spandau – Wolfsburg Hbf – Braunschweig Hbf – Hildesheim Hbf – Göttingen – Kassel-Wilhelmshöhe – Fulda – Hanau Hbf – Frankfurt (Main) Hbf – Mannheim Hbf – Karlsruhe Hbf – Offenburg – Freiburg (Breisgau) Hbf – Basel Bad Bf – Basel SBB – Liestal – Olten – Bern – Thun – Spiez – Interlaken West – Interlaken Ost |                |
| IC 61  | Intercity (SBB)                   | Basel SBB – Olten – Bern – Interlaken West – Interlaken Ost |                |